# Barbara Rittner
Barbara Rittner (* 25. April 1973 in Krefeld) ist eine ehemalige deutsche Tennisspielerin. Von 2005 bis 2017 war sie Kapitän des Fed-Cup-Teams und von 2009 bis Februar 2024 war sie die erste Bundestrainerin des Deutschen Tennis Bundes.

## Karriere
In den 15 Jahren ihrer Karriere von 1989 bis 2004 zählte sie zu den besten deutschen Spielerinnen. Sie trat 29 Mal für das deutsche Fed-Cup-Team an, auch beim Federation-Cup-Sieg 1992 mit Steffi Graf und Anke Huber. Am 1. Februar 1993 erreichte sie mit Position 24 ihre beste Platzierung in der WTA-Weltrangliste.
Rittner gewann im Einzel zwei WTA-Turniere: 1992 das Vorbereitungsturnier für die US Open in Schenectady und 2001 das Sandplatzturnier in Antwerpen. Sie stand weitere dreimal im Finale eines WTA-Turniers und gewann zudem drei Doppeltitel. In ihrer Karriere erreichte sie zweimal das Achtelfinale eines Grand-Slam-Turniers: 1996 bei den French Open, als sie u. a. Lokalmatadorin Mary Pierce schlagen konnte, sowie 2001 bei den Australian Open.
Zu ihren Erfolgen zählen auch ein Wimbledon-Titel im Juniorinnen-Einzel sowie im Juniorinnen-Doppel bei den Australian Open im Jahr 1991. Barbara Rittner war regelmäßig für den Tennis-Bundesligisten TC Benrath in Düsseldorf aktiv.
Ihr letztes Einzel auf der Tour spielte Rittner 2004 in der zweiten Qualifikationsrunde der US Open, wo sie als 176. der Weltrangliste gegen Séverine Brémond in zwei Sätzen unterlag. 2005 trat sie noch bei zwei Doppel-Turnieren an, bevor sie ihre Karriere endgültig beendete.
Barbara Rittner lebt in Köln. Sie ist bei den Tennisübertragungen des Senders Eurosport regelmäßig als Kommentatorin tätig. Dort hat sie vor den Partien ihr eigenes Segment, welches „First Serve Rittner“ genannt wird.
Im Februar 2024 verließ sie den DTB in gegenseitigem Einvernehmen. In ihren fast 15 Jahren als Bundestrainerin förderte und trainierte sie deutsche Tennisspielerinnen wie Angelique Kerber, Andrea Petkovic und Sabine Lisicki, die zahlreiche internationale Erfolge erlangen konnten.

## Auszeichnungen
- 2014: „Felix“ – Trainerin des Jahres von Nordrhein-Westfalen

## Turniersiege

### Einzel
| Nr. | Datum           | Turnier     | Kategorie  | Belag     | Finalgegnerin   | Ergebnis  |
| --- | --------------- | ----------- | ---------- | --------- | --------------- | --------- |
| 1.  | 30. August 1992 | Schenectady | WTA Tier V | Hartplatz | Brenda Schultz  | 7:63, 6:3 |
| 2.  | 19. Mai 2001    | Antwerpen   | WTA Tier V | Sand      | Klára Koukalová | 6:3, 6:2  |

### Doppel
| Nr. | Datum            | Turnier | Kategorie   | Belag           | Partnerin          | Finalgegnerinnen                | Ergebnis      |
| --- | ---------------- | ------- | ----------- | --------------- | ------------------ | ------------------------------- | ------------- |
| 1.  | 9. Februar 1992  | Essen   | WTA Tier II | Teppich (Halle) | Katerina Maleewa   | Sabine Appelmans Claudia Porwik | 7:5, 6:3      |
| 2.  | 15. April 2001   | Oeiras  | WTA Tier IV | Sand            | Květa Hrdličková   | Tina Križan Katarina Srebotnik  | 3:6, 7:5, 6:1 |
| 3.  | 23. Februar 2002 | Dubai   | WTA Tier II | Hartplatz       | María Vento-Kabchi | Sandrine Testud Roberta Vinci   | 6:3, 6:2      |